# Anton Francesco Doni
Anton Francesco Doni (Firenze, 16 maggio 1513 – Monselice, settembre 1574) è stato un letterato, editore e traduttore italiano.

## Biografia
Figlio di Bernardo di Antonio Doni, forbiciaio, non era imparentato col ricchissimo Agnolo Doni che negli anni in cui nasceva era committente di Michelangelo e Raffaello. Originario del quartiere di San Lorenzo, in una lettera del 3 gennaio 1549, inviata da Firenze a B. Volpe che lo diceva discendente del poeta Salvino, sodale di Dante, il Doni scrisse una sua genealogia ironica, per lo più fantasiosa, in cui si diceva di famiglia ghibellina, avente due papi (Dono I e Dono II), esiliata da Firenze per l'ostilità dei Medici e radicatisi poi a Pistoia, in Ungheria e a Napoli; di aver vestito l'abito dei Servi di Maria e di aver svolto l'attività di maestro di dottrina al convento dell'Annunziata; di aver lasciato i Serviti e la città di Firenze attorno al 1540, esser diventato prete, e aver iniziato un vagabondaggio per varie città dell'Italia settentrionale (Genova, Alessandria, Pavia, Milano).
Nel 1542 si recò a Piacenza, dove frequentò per qualche tempo la facoltà di giurisprudenza, entrò a far parte dell'Accademia Ortolana con il nome di Semenza e iniziò la sua attività letteraria: nel 1543 infatti uscì a Piacenza, per i tipi del Simonetta, un suo volume di Lettere. Nel 1544 si recò a Venezia, dove si fermò poco tempo prima di recarsi a Roma e di nuovo a Firenze (dove aprì una tipografia e divenne primo segretario dell'Accademia degli Umidi). Nel 1547 si recò di nuovo a Venezia dove entrò nell'Accademia Pellegrina e si dedicò definitivamente alla professione di letterato.
Pubblicò nel 1552 I mondi, un romanzo filosofico satirico ispirato a L'Utopia (1516) di Tommaso Moro che lo stesso Doni aveva pubblicato a Venezia nel 1548 nella traduzione dal latino di Ortensio Lando. I mondi del Doni è considerata una delle opere utopiche rinascimentali precorritrici della letteratura fantastico-fantascientifica italiana.
Dotato di carattere polemico, entrò in violente diatribe col Domenichi e con l'Aretino, in precedenza suoi intimi amici. Nella città lagunare scrisse la maggior parte delle sue opere. Nel 1555 si recò a Pesaro nella speranza di ottenere un impiego presso il duca Guidobaldo II della Rovere. L'impiego sfumò per le beghe di Pietro Aretino a cui il Doni rispose con un libello infamante in cui fra l'altro prediceva la morte dell'Aretino entro l'anno, profezia avveratasi. Nel 1564 abbandonò nuovamente Venezia e, dopo brevi soggiorni ad Ancona e a Ferrara, si ritirò con un figlio a Monselice, dove risiedette fino alla morte.
La sua opera principale rimane La libraria del Doni fiorentino. Nella quale sono scritti tutti gl'autori vulgari con cento discorsi sopra quelli. Tutte le tradutioni fatte all'altre lingue, nella nostra & una tavola generalmente come si costuma fra librari, edita nel 1550, che fu il primo tentativo di realizzare una bibliografia in Italia. L'opera non fu frutto di un lavoro sistematico: come lo stesso autore ammise, non aveva pretese di raccogliere tutto ciò che poteva, ma semplicemente risultare utile a chi doveva ricercare un documento fino ad allora introvabile.
Inoltre, rispetto a Giovanni Tritemio (1462-1516) e Conrad Gessner (1516-1565), suoi predecessori illustri nella storia della Bibliografia, il Doni la intitola Libraria, inserendo nell'elenco anche opere scritte in volgare.

## Opere

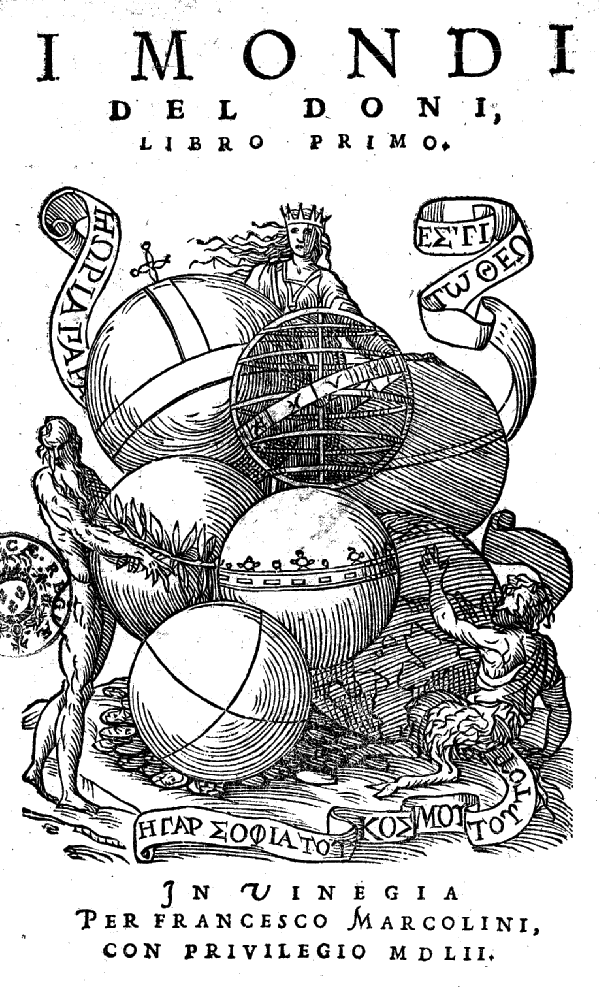
Frontespizio de I mondi, libro I, 1552

- Lettere d'Antonfrancesco Doni, In Vinegia: per Girolamo Scotto, 1544.
- Lettere del Doni libro primo, in Fiorenza: per il Doni, 1546.
- Lettere del Doni. Libro secondo, In Fiorenza: appresso il Doni, IX di settembre 1547.
- Tre libri di lettere del Doni. E i termini della lingua toscana, In Vinegia: per Francesco Marcolini da Forlì, 1552
- Pistolotti amorosi del Doni, con alcune altre lettere d'amore di diversi autori, ingegni mirabili et nobilissimi, In Vinegia: appresso Gabriel Giolito de Ferrari e fratelli, 1552. È una raccolta di lettere d'amore, la maggior parte delle quali scritte dallo stesso Doni. In uno di questi Pistolotti sono inserite le Stanze villanesche dello Sparpagliola alla Silvana sua innamorata, che nel 1550 erano stati pubblicati a parte a Bologna, e sono state ristampate autonomamente a cura di Giuseppe Baccini nel 1887[6]. In quest'opera il Doni dichiara esplicitamente il suo fastidio per le sdolcinature amorose dei petrarchisti, molto numerosi nel secolo XVI.
- L'epistole di Seneca. Ridotte nella lingua toscana, per il Doni, In Vinegia: per Aurelio Pincio, 1548
- La fortuna di Cesare, tratta da gl'autori latini, In Vinegia: appresso Gabriel Giolito de Ferrari et fratelli, 1550
- La libraria del Doni fiorentino. Nella quale sono scritti tutti gl'autori vulgari con cento discorsi sopra quelli. Tutte le tradutioni fatte all'altre lingue, nella nostra & una tavola generalmente come si costuma fra librari, In Vinegia: appresso Gabriel Giolito de Ferrari, 1550. La prima Libraria ha per oggetto i libri italiani stampati fino ad allora, un secolo dopo la prima Bibbia stampata da Johannes Gutenberg, e i loro autori. È stata considerata, oltre che il primo testo di bibliografia, il primo tentativo di storia letteraria italiana. Ugo Foscolo tuttavia la criticava per la capricciosità dell'autore[7].
- La seconda libraria del Doni. Al Signor Ferrante Caraffa, In Venetia : per Francesco Marcolini, 1551. Nel mese di Zugno. La seconda libraria ha per oggetto i testi italiani manoscritti che il Doni riferisce di aver esaminato direttamente. Sono raccolte molte e notizie, il più delle volte inventate a fini comici; spesso il Doni ritiene fortunati gli analfabeti in quanto riescono a evitare di leggere quanto scritto da altri. Per il Doni tutto è già stato scritto: ogni nuovo scritto non è che un rifacimento di ciò che è stato scritto in precedenza.
- La Zucca del Doni, In Vinegia: per Francesco Marcolini, 1551
- Fiori della zucca del Doni, In Vinegia: per Francesco Marcolini, 1552
- Foglie della zucca del Doni, In Vinegia: per Francesco Marcolini, 1552)
- Frutti della zucca del Doni, In Vinegia : per Francesco Marcolini, 1552
- La zucca del Doni fiorentino. Diuisa in cinque libri di gran ualore, sotto titolo di poca consideratione. Il ramo, di chiacchiere, baie, & cicalamenti. I fiori, di passerotti, grilli, & farfalloni. Le foglie, di dicerie, fauole, & sogni. I frutti, acerbi, marci, & maturi. & Il seme; di chimere, & castegli in aria, In Venetia : appresso Fran. Rampazetto : ad instantia di Gio. Battista, & Marchio Sessa fratelli, 1565
- I Marmi del Doni, Academico Peregrino. Al mag.co et eccellente S. Antonio da Feltro dedicati, In Vinegia : per Francesco Marcolini, 1552. È un'opera di dialoghi bizzarri. Il Doni finge di essere stato tramutato in un uccello, libero di volare e di ascoltare le conversazioni di chi si raduna, per chiacchierare, sui "marmi", le scalinate in marmo del Duomo di Firenze. Come moltissime opere del Doni, anche questa è uno zibaldone satirico. Nel dialogo Carafulla e Ghetto Pazzi del Ragionamento primo il Doni fa ipotizzare al buffone Carafulla la teoria eliocentrica ad appena nove anni di distanza dalla pubblicazione del De Revolutionibus orbium coelestium di Copernico e ottant'anni prima della pubblicazione del Dialogo sopra i due massimi sistemi del mondo di Galileo Galilei!
- La seconda parte de marmi del Doni al reverendissimo monsignor, il signor Ascanio Libertino, vescouo d'Auellino, dedicati, In Vinegia: nell'Academia Peregrina, 1552 (In Vinegia: per Francesco Marcolini, 1552)
- La terza parte de marmi, del Doni fiorentino; allo illustrissimo, & eccellentissimo signore, il signor don Ferrante Gonzaga dedicati, In Vinegia : per Francesco Marcolini, 1552
- La quarta parte de marmi del Doni. Al r. monsignor Bernardino Argentino dedicati, In Vinegia: per Francesco Marcolini, 1552.
- Mondi celesti, terrestri, et infernali, de gli Academici pellegrini: composti dal Doni; mondo piccolo, grande, misto, risibile, imaginato, de pazzi, & massimo, inferno, de gli scolari, de malmaritati, delle puttane, & ruffiani, soldati, & capitani poltroni, dottor cattivi, legisti, artisti, degli vsurai, de poeti & compositori ignoranti, In Vinegia: appresso Gabriel Giolito de' Ferrari, 1562. È anch'essa un'opera di dialoghi bizzarri, nella quale tuttavia il Doni espone l'utopia di una società anarchico-comunista ordinata secondo l'l'Utopia di Tommaso Moro e con reminiscenze della Repubblica platonica. La prima traduzione italiana dell'Utopia di Tommaso Moro, a opera di Ortensio Lando, peraltro, era stata pubblicata nel 1548 proprio da Anton Francesco Doni[8]
- I Mondi del Doni, libro primo, In Vinegia: per Francesco Marcolini, del mese d'aprile 1552
- L'academia peregrina e i mondi sopra le medaglie del Doni, In Vinegia: nell'Accademia p., 1552
- Inferni del Doni Academico Pellegrino. Libro secondo de Mondi, In Vinegia: nell'Academia Peregrina per Francesco Marcolini, 1553
- Rime del Burchiello comentate dal Doni, In Vinegia : per Francesco Marcolini, 1553.
- Il Cancellieri del Doni, libro dell'eloquenza, nel qual si vede per similitudine, la virtù del dire de gli antichi saui, & de moderni uirtuosi, in ogni impresa honorata; di guerra, di stato, & potenza. Risoluendo con le vere sentenze, tratte da greci, da latini, et da gli huomini mirabili della lingua nostra, In Vinegia : appresso Gabriel Giolito de' Ferrari, 1562
- Il Cancellieri del Doni, libro della memoria doue si tratta per paragone della prudenza de gli antichi, con la sapienza de moderni in tutte le attioni del mondo, & fatti honorati d'arme, di dominio, & magistrato. Terminando tutto con le proprie sentenze; cauate da greci, da latini et della nostra lingua d'huomini illustri della lingua nostra, In Vinegia: appresso Gabriel Giolito de' Ferrari, 1562
- Pitture del Doni academico pellegrino. Nelle quali si mostra di nuoua inuentione: amore, fortuna, tempo, castita, religione, sdegno, riforma, morte, sonno & sogno, huomo, republica, & magnanimità; diuise in due trattati, Libro primo, In Padoua: appresso Gratioso Perchacino, 1564
- Le ville del Doni, In Bologna: Appresso Alessandro Benacci, 1566
- La moral filosophia del Doni, tratta da gli antichi scrittori; allo illustriss. Signor don Ferrante Caracciolo dedeicata, In Vinegia: per Francesco Marcolini, 1552. La Filosofia morale è la traduzione integrale in italiano del Pañcatantra, una raccolta indiana di novelle costituita da brevi narrazioni in prosa intercalate da strofe in versi di contenuto etico o didascalico con apologhi esemplificativi o favole di animali. La Moral filosofia del Doni deriva dal  Directorium humanae vitae di Giovanni da Capua.
- La filosofia morale, del Doni, tratta da molti degni scrittori antichi prudenti. Scritta per amaestramento uniuersale de gouerni, & reggimento particolare de gli huomini; con modi dotti, & piaceuoli nouelle, motti, argutie, & sententie, In Venetia: appresso li heredi di Marchio Sessa, 1567.

## Edizioni in linea del Doni
- Doni, Anton Francesco, Disegno del Doni, partito in più ragionamenti, ne quali si tratta della scoltura et pittura; de colori, de getti, de modegli, con molte cose appartenenti a quest'arti: & si termina la nobiltà dell'una et dell'altra professione con historie, essempi, et sentenze & nel fine alcune lettere che trattano della medesima materia, In Vinetia : aperesso Gabriel Giolito di Ferrarii, 1549
- Doni, Anton Francesco, Tutte le novelle di Anton Francesco Doni già pubblicate da Salvatore Bongi, Nuova ed. diligentemente redatta e corretta con l'aggiunta della mula e della chiave dicerie, dello stufaiolo commedia, Milano : G. Daelli e comp., 1868
- Doni, Anton Francesco, I Marmi di Antonfrancesco Doni ; ripubblicati per cura di Pietro Fanfani; con la vita dell'autore scritta da Salvatore Bongi, Firenze : G. Barbera, 1863
- Doni, Anton Francesco, Humori, di messer Anton Francesco Doni fiorentino, Venezia: Tipografia G.B. Merlo, 1860
- I mondi del Doni, In Vinegia: per Francesco Marcolini, 1552  e
- I Marmi del Doni, In Vinegia: per Francesco Marcolini, 1552
- Doni, Anton Francesco (1513-1574). Il cancellieri del Doni libro della memoria, dove, In Vinegia: appresso Gabriel Giolito de' Ferrari, 1562
- Pistolotti amorosi del Doni : con alcune altre lettere